# Poble jarawa
Els jarawa, també jarwa o järawa, són un poble que durant mil·lennis ha viscut a les selves de les illes conegudes actualment com a Illes Andaman. Són caçadors-recol·lectors nòmades. Es dediquen a la caça de porcs salvatges i llangardaixos monitor, a la pesca amb arc i fletxes i a la recol·lecció de llavors, baies i mel. Viuen en nou grups de quaranta o cinquanta persones a Andaman del Sud i Andaman del mig.

## Origen
Durant molt de temps, l'origen d'aquest grup humà va ser un enigma i hi havia discussió en el món acadèmic sobre com una població de pell tan fosca hagués pogut arribar a les Illes Andaman durant l'antiguitat. Actualment se sap que els primers habitants d'Àsia provenien de l'est d'Àfrica, i que poblaren, en primer lloc, la costa sud del continent. Durant l'última glaciació, les Illes Andaman eren més grosses i van estar molt a prop o fins i tot unides amb Birmània per un istme, de manera que els avantpassats dels actuals habitants de les illes van arribar a l'indret sense creuar el mar o, en tot cas, emprant petites embarcacions per creuar-lo. Les investigacions genètiques demostren que els natius d'Andaman són descendents de les poblacions fundadores i han estat, des de llavors, genèticament aïllades.
Hi ha tres principals hipòtesis sobre el moment exacte del poblament de l'arxipèlag, tenint en compte quan s'originaren els dos haplogrups d'ADN mitocondrial característics dels aborígens, M31 i M32 i la presència d'aquests en molt baixes proporcions en algunes poblacions de l'Índia continental.
- La primera considera l'arribada dels avantpassats a Andaman fa uns 45.000 anys i explica, amb alguna migració de retorn de fa uns 24.000 anys, la presència d'alguna població genèticament relacionada al subcontinent.
- La segona considera que el poblament de les Andaman va tenir lloc fa uns 24.000 anys, durant el pic màxim de l'última glaciació, de manera que no foren necessaris coneixements especials de navegació per a arribar a les illes o posteriorment fer viatges de retorn.
- La tercera considera que el primer poblament de les illes Andaman va tenir lloc entre el 8.000 i el 1.500 a.C.

## Problemàtica
Hi ha tretze pobles natius andamesos que es considera que tenen un origen semblant als jarawa; aquests pobles es divideixen en el grup nord, gairebé exterminat per culpa de la colonització (només en sobreviuen 41) i integrat per deu dels pobles; i el grup del sud, integrat pels önge – amb uns 100 habitants- de la Petita Andaman; els jarawa i els jangli (exterminats) de l'illa Ruthland i els sentinelesos. Les cultures d'aquests últims pobles han sobreviscut protegides per la seva contínua hostilitat a la colonització. Els jarawa, fins al 1996, evitaren qualsevol contacte amb els colonitzadors, que des de feia 150 anys arribaren des del Regne Unit i actualment segueixen arribat des de l'Índia. Els britànics feren esforços per “pacificar” els jarawa, mitjançant regals, segrestos i diversos atacs als poblats, però només van aconseguir augmentar l'hostilitat.
Actualment, la principal amenaça contra els jarawa rau en la invasió del seu territori, desencadenada sobretot per la construcció d'una carretera a través de la seva selva durant la dècada dels 70. La carretera ha atret a colonitzadors, caçadors furtius i la indústria de la tala d'arbres a les terres dels jarawa; aquests cacen els animals dels quals obtenen aliment els jarawa, escurcen el seu territori i els exposen a malalties per les quals no estan preparats immunològicament. Algunes associacions indigenistes, com ara Survival International, han criticat el projecte i denunciat que el govern indi no posi més èmfasi a l'hora de complir les condicions per a respectar els jarawa.

### Safaris humans
Cada dia, milers de turistes viatgen per la carrereta que travessa il·legalment la reserva jarawa, la coneguda com a Andaman Trunk Road. Això els permet “avistar” als membres de la tribu que són tractats com simples atraccions o animals en un safari. Fins i tot s'han documentat casos d'indígenes obligats a ballar a canvi de llaminadures.
A més a més d'afectar la dignitat dels jarawa, el pas de turistes per la carretera il·legal representa una amenaça real per a les vides dels indígenes, ja que corren el risc de ser contagiats per malalties portades pels estrangers contra les quals tenen poques o no tenen defenses immunitàries.
Després de la campanya de Survival International que, per primera vegada, va denunciar el fenomen l'any 2010, les Nacions Unides i el ministre d'Afers Indígenes de l'Índia van condemnar els safaris humans i van exigir el tancament de la carretera. No obstant, les autoritats locals s'han mostrat indiferents i la carreter segueix oberta. La campanya de Survival International segueix activa, i l'any 2013 va demanar que els turistes no visitessin les Andaman fins que no acabessin els safaris humans.